# 개빈 매클라우드
개빈 매클라우드(영어: Gavin MacLeod, 1931년 2월 28일 ~ 2021년 5월 29일)는 미국의 배우이다.

## 출연 작품
- 조나단 스페리의 비밀(2008년)
- 잭과 코디, 우리 학교는 호화유람선(2008년)
- 체킹 아웃(2005년)
- 타임 체인저(2002년) - 노리스 앤더스 역
- 켈리의 영웅들(1970년)
- 파티(1968년)
- 산 파블로(1966년)
- 특전 네이비 2 - 공군 조인(1965년)
- 특전 네이비(1964년)
- 워 헌트(1962년)
- 하이 타임(1960년)
- 추격(1959년)
- 진 크루파 스토리(1959년)
- 오퍼레이션 페티코트(1959년)
- 강박충동(1959년)
- 폭찹 고지전투(1959년)
- 피터 건(1958년)
- 나는 살고 싶다(1958년)

### 텔레비전
- 페리 메이슨 (1961-65)
- 호간의 영웅들 (1966-69)
- 하와이 파이브-O (1968-69)
- 비밀지령 (1968-70)
- 사랑의 유람선 (1977-87)
- 킹 오브 퀸즈 (2001-02)
- 요절복통 70 쇼(2006)